# Килиан Шеридън
Килиан Шеридън (на английски: Cillian Sheridan) е ирландски професионален футболист, нападател, състезател на Ягельоня и на ирландския национален отбор.
Състезавал се е за клубовете Селтик, Мъдъруел, Сейнт Джонстън, ФК Килмарнък от Шотландската Висша лига, както и за английския тим Плимут Аргайл и българския ПФК ЦСКА (София).
Има няколко участия за Република Ирландия до 21 г.. Прави своя дебют за националния отбор по футбол на 25 май 2010 г., в мач с Парагвай.

## Клубна кариера

### Ранна кариера
В младежките си години, Шеридан играе за „Селтик Бейлибъро AFC“, ФК „Белведере“ (Дъблин), а също така играе келтски футбол за „Бейлибъро Шамрокс“, където се представя успешно.
От Бейлибъро се премества в Глазгоу, за да се присъедини към елитния шотландски отбор Селтик, през лятото на 2006 година.

### Селтик
По време на престоя си в „Селтик“, Шеридън едновременно с това учи в университета „Стратклайд“. С представянето си в дублиращия отбор на легендарния тим, Шеридан е призован в първия отбор още през първия си сезон в клуба, впечатлявайки с играта си старши треньора на отбора Джо Макбрайд.
Прави дебют за първия отбор в мач за Купата на Шотландия срещу отбора на „Инвърнес Каледониън“ на 25 февруари 2007 година. Той асистира на Кени Милър за победния гол, паднал в 92-рата минута, което му носи нов тригодишен договор с клуба, подписан само два дни по-късно.
Дебютира на европейската футболна сцена на 21 октомври 2008 г., влизайки като резерва на Скот Макдоналд в мача от Шампионската лига Селтик – Манчестър Юнайтед, игран на стадион „Олд Трафорд“. Играе и в реванша на стадион „Паркхед“ в Глазгоу, на 5 ноември 2008 г. при равенството 1:1. Само четири дни след европейския си дебют, Шеридан започва първия си мач като титуляр за Селтик в мача срещу Хибърниън. В този мач Селтик печели с 4:2, а Шеридан вкарва втория гол, в 36-ата минута.

### Преотстъпване
На 2 февруари 2009 година Шеридан подписва с отбора на Мъдъруел до края на сезона, получавайки номер 9, преди това носен от Крис Портър, който преминава в Дарби Каунти предния ден. Дебютира за новия си тим на „Деня на Свети Валентин“, при победатата с 1:0 над „Мъдъруел Хамилтън“, играейки всичките 90 минути, партнирайки си в атака с Дейвид Кларксън, който вкарва единствения гол в мача.
На 13 август 2009 г. Шеридан се присъединява към отбора на „Плимут Аргайл“ под наем за шест месеца. Той играе в 14 мача за първенството, но не успява да отбележи гол.
Шеридан напуска Плимут и се завръща в Селтик на 14 януари 2010 година. По-късно същия ден Шеридан отново е даден под наем на „Сейнт Джонстън“ до края на сезона. На 17 февруари 2010 г. Шеридан вкарва два гола за разгромната победа с 5:1 на Сейнт Джонстън срещу Хибърниън. На 30 март 2010 вкарва първия гол за Сейнт Джонстън за победата с 4:1 над Глазгоу Рейнджърс.

### ЦСКА (София)
Шеридан подписва тригодишен договор с българския клуб ПФК ЦСКА (София) на 13 август 2010 година. Прави дебют за „червените“, при равенството 2:2 срещу отбора от Уелс „Дъ Ню Сейнтс“, като ЦСКА елиминира островитяните с общ резултат 5:2 от двата мача.
Първия си гол в българското първенство за новия си клуб отбелязва при победата над ОФК Сливен 2000 с 3:1, като отбелязва третия гол за ЦСКА. На 25 септември 2010 година Шеридан вкарва два гола при победата с 2:0 срещу ПФК Монтана. В края на есента получава контузия и за дълъг период от време не взема участия в мачове на клубния си тим.

### Сейнт Джонстън
На 7 юни 2011 г., Шеридан се появява като резерва за американския тим ФК Сиатъл Саундърс в който преминава проби, като се разписва за победата с 2:0 над Ванкувър Уайткапс. След като не е одобрен в отбора от Сиатъл, Шеридан отива при техните основни конкуренти Портланд Тимбърс, но не подписва договор. На 8 юли 2011 г. Шеридан се присъединява към тима от Шотландската Премиер лига Хиберниън, където също преминава проби, но няколко дни по-късно напуска клуба и преминава към бившия си тим Сейнт Джонстън, в който е даден под наем от ЦСКА (София). Шеридан прави повторен дебют за клуба срещу Абърдийн. За шотландците вкарва четири гола в 15 мача, преди да получи контузия и да пропусне мачовете до края на полусезона. През зимата Сейнт Джонстън и ЦСКА се съгласяват да удължат сделката за отдаване под наем, като контракт е подписан през януари 2012 г.

### ФК Килмарнък
След като е освободен от ЦСКА, Шеридън подписва двугодишен договор с ФК Килмарнък на 6 септември 2012 г. Прави своя дебют при загубата с 2:1 срещу Хибърниън на 15 септември 2012 г., а седем дни по-късно, на 22 септември 2012 г., вкарва първия си гол за новия си клуб при победата с 3:1 над ФК Сейнт Мирън. Само седмица по-късно бележи хеттрик при победата с 3:1 над ФК Хартс.